# Putney Vale Cemetery

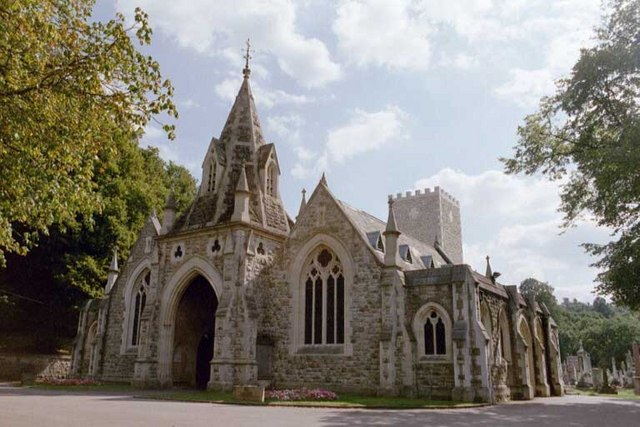
Putney-Vale-Krematorium

Der Putney Vale Cemetery ist ein bekenntnisfreier Friedhof im Putney Vale im Südwesten von London im Stadtbezirk London Borough of Wandsworth. Er wurde 1891 angelegt, 1931 um ein Krematorium ergänzt und hat eine Ausdehnung von 47 Hektar.
Auf dem Friedhof befinden sich zwei Kapellen, von denen die eine für traditionelle Dienste der Church of England und die andere für bekenntnisfreie bzw. nicht religiöse Zeremonien verwendet werden.
Es gibt dort 87 Kriegsgräber für Gefallene des Commonwealth aus dem Ersten Weltkrieg und 97 für Gefallene aus dem Zweiten Weltkrieg. Sechs Träger des Victoria Cross sind hier bestattet oder eingeäschert worden. Die Bestattungen sind auf dem gesamten Gelände des Friedhofs verstreut und auf einem Gedenkstein sind die Namen derer angegeben, deren Gräber nicht durch Grabsteine markiert sind. Diejenigen, die im Krematorium eingeäschert wurden, werden ebenfalls auf dem Gedenkstein genannt, auch wenn ihre Asche woanders ruht.

## Bedeutende Bestattungen und Einäscherungen
- Admiral Charles Beresford, 1. Baron Beresford (1846–1919), nachdem er mit einem Staatsakt in der St Paul’s Cathedral geehrt worden war.
- Lillian Board MBE (1948–1970), Mittelstreckenläuferin und Gewinnerin einer Silbermedaille bei den Olympischen Spielen
- Howard Carter (1874–1939), Archäologie und Ägyptologe, der das Grab von Tutanchamun entdeckte
- Oriel Duke MBE (1896–1976), Colonel und Polizeibeamter
- James Hunt (1947–1993), Formel-1-Weltmeister
- Hattie Jacques (1922–1980), Schauspielerin
- J. Bruce Ismay (1862–1937), Direktor der White Star Line, der den Untergang der Titanic überlebte
- Alexander Kerensky (1881–1970), Schlüsselfigur der Russischen Revolution von 1917
- Sir David Lean (1908–1991), Filmregisseur
- Bobby Moore (1941–1993), englischer Fußballspieler, führte die englische Nationalmannschaft als Kapitän zum Gewinn der Fußball-Weltmeisterschaft 1966.
- Jon Pertwee (1919–1996), britischer Schauspieler
- Sir Ronald Ross (1857–1932), Träger des Nobelpreises für Medizin und Entdecker des Übertragungsweges der Malaria
- Eugen Sandow (1867–1925), Vorreiter des Bodybuildings
- Richard Seaman (1913–1939), britischer Grand-Prix-Rennfahrer, der von 1937 bis 1939 für Mercedes-Benz fuhr